# Вертикальне переднє руків'я

Steyr AUG A1 спочатку комплектувався переднім руків'ям.

Steyr AUG A3 спочатку оснащувалася планками Пікатіні, до яких можуть бути прикріплені різні аксесуари, включаючи переднє вертикальне руків'я.

Вертикальне переднє руків'я — вертикальне руків'я, створене для кріплення до ручної стрілецької зброї як додатковий аксесуар. Вертикальне переднє руків'я кріпиться до передньої частини ствола зброї і служить для кращого утримання зброї стрільцем, дозволяючи краще наводити зброю на ціль і утримувати відбій від пострілів.
Вертикальне переднє руків'я в більшості випадків кріпиться до зброї за допомогою системи рейкового кріплення, проте деякі зразки зброї мають конструктивно вбудоване в них переднє руків'я (наприклад, Steyr AUG A1).

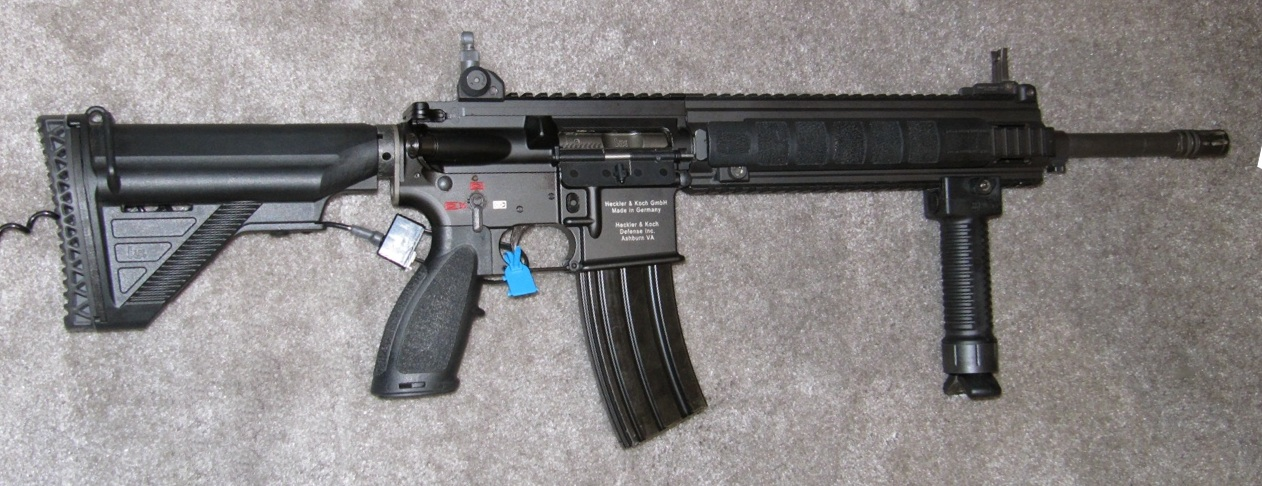
Руків'я GripPod на гвинтівці M27 IAR. Видно виступаючі знизу башмаки складаної сошки, яка складена всередину руків'я.

Вертикальні руків'я можуть мати отвори для виносних кнопок включення ліхтарів і ЛЦУ, внутрішню порожнину для зберігання запасних батарейок або дрібного приладдя, іноді можуть бути об'єднані з кронштейном для ліхтаря. Інший варіант, який отримує поширення — комбінація вертикального руків'я і сошки. При цьому висувні лапи сошки можуть знаходитися всередині порожнини основного руків'я (з висунутою сошкою функціональність руків'я зберігається, вся система виглядає як перевернуте Y, система GripPod) або руків'я, яке складається з двох напівкруглих телескопічних половинок і в розкладеному вигляді виглядає як звичайна сошка — перевернуте V.

## Законність руків'я на пістолетах у США
Легальність вертикальних передніх рукояток на пістолетах у США залишається неясною. У США стрілецька зброя проходить категоризацію у відповідності з національним актом про зброю і на зброю, виготовлену зі специфічними особливостями, поширюються обмеження і контроль. У випадку з вертикальним переднім руків'ям для пістолетів закон не має чіткого недвозначного визначення, до якої категорії належить такий аксесуар.
У травні 1993 року, у відповідь на правові позови з боку Бюро алкоголю, тютюну і вогнепальної зброї (BATF), районний суд Південної Кароліни дійшов висновку, що якщо пістолет модифікований додатковим вертикальним переднім руків'ям, то він все ще вважається пістолетом, а не якою-небудь іншою зброєю. Слідом за цим BATF відкликав свої звинувачення.
У відкритому листі, направленому у Federal Firearms License (Federal Firearms License) у квітні 2006 року, BATF запропонував свою інтерпретацію закону. Згідно його переконання, установка вертикального переднього руків'я на пістолет, відносить цю зброю в категорію «Any Other Weapon» («Будь-яка інша зброя») та підлягає реєстрації та оподаткуванню зі значним покаранням за виготовлення і зберігання такої зброї без реєстрації.